# 汉弗莱·吉尼斯
汉弗莱·吉尼斯（英語：Humphrey Guinness，1902年3月24日—1986年2月10日），英国男子马球运动员。他曾代表英国参加1936年夏季奥林匹克运动会马球比赛，获得一枚银牌。他于1986年去世，享年83岁。